# Ваљаност (психометрија)
У психометрији, ваљаност је једна од најважнијих метријских карактеристика мерног инструмента која показује да ли мери оно што треба да мери и у ком степену.